# Ashton, Gardner & Dyke
Ashton, Gardner & Dyke was een Britse rockband.

## Bezetting
- Tony Ashton (als Edward Anthony Ashton, Blackburn, Lancashire, 1 maart 1946 - 28 mei 2001) — keyboards, zang
- Kim Gardner (Dulwich, Londen,  27 januari 1948 - 24 oktober 2001) — basgitaar
- Roy Dyke (Liverpool, Lancashire, 13 februari 1945 - ?) — drums
- Mick Liber (Peebles, Schotland, 1 maart 1944 - ?) — leadgitaar

## Geschiedenis
Na de ontbinding van The Remo Four speelden Tony Ashton en Roy Dyke weer samen. Bassist Kim Gardner (The Creation) en vervolgens ook gitarist Steve Howe vervoegden zich bij hen. Ze gingen op tournee en begeleidden P.P. Arnold en Delaney & Bonnie. Howe verliet voortijdig de band en ging naar Yes.
Wegens meningsverschillen tussen de band en hun manager Vince Melouney, die gitarist was bij The Bee Gees, kon het debuutalbum Ashton Gardner and Dyke pas verschijnen in 1969. De single Resurrection Shuffle verkocht goed en belandde op de 3e plaats in de Britse hitlijst. Tot dan toe maakte de band met liveoptredens op zich opmerkzaam, waarbij ze door Dave Caswell (trompet, bugel, banjo), Lyle Jenkins (saxofoon, dwarsfluit) en Mick Liber (gitaar) werden gecompleteerd en een door blues en jazz beïnvloede hardrock speelden. Bij het tweede album The Worst of Ashton, Gardner & Dyke (1970), werd het trio ondersteund door Chris Barber, Eric Clapton, George Harrison en Stan Webb. Het album presenteert een rauwe bluesrock. In 1972 kwam de laatste plaat What a Bloody Long Day It's Been op de markt, die samen met de blazers Dave Caswell, Lyle Jenkins, John Mumford en de gitarist Mick Lieber werd opgenomen. Echter de verkoopcijfers waren niet hoopgevend. Voorheen nam Ashton, Gardner & Dyke met Jon Lord de soundtrack The Last Rebel op, ondersteund door Caswell, Jenkins, Liber en Steve Howe.
De band werd in het midden van 1973 ontbonden. Gardner en Dyke bewerkstelligden op korte termijn een reünie van The Remo Four en speelden daarna bij Badger. Ashton ging vervolgens naar Medicine Head en behoorde kort bij Family, voordat hij met Jon Lord een duo vormde.

## Overlijden
Op 28 mei 2001 overleed Tony Ashton in Londen aan de gevolgen van kanker. Enkele maanden later, op 24 oktober 2001, deelde bassist Kim Gardner hetzelfde lot. Roy Dyke is in zijn gekozen woonplaats Hamburg bezig met diverse projecten.

## Discografie

### Singles
- 1969: Maiden Voyage / See the Sun in My Eyes (Polydor)
- 1969: Rolling Home / New York Mining Disaster 1941 (Polydor)
- 1970: Resurrection Shuffle / Momma's Getting Married (Capitol Records)
- 1970: Mister Freako / Hymn to Everyone (Capitol Records)
- 1971: Can You Get It / Delirium (Capitol Records)

### Albums
- 1970: Ashton Gardner and Dyke (UK: Polydor / US: Capitol Records)
- 1971: The Worst of Ashton, Gardner + Dyke (Capitol Records)
- 1971: The Last Rebel (Original Motion Picture Soundtrack) (Capitol Records), met Jon Lord
- 1972: What a Bloody Long Day It's Been (Capitol Records)
- 1971: Let It Roll: Live 1971 (Purple)